# Château Saint-Martial (Jarnac)
Le château Saint-Martial est un château français situé dans la commune de Jarnac, dans le département de la Charente et au bord de son fleuve éponyme,.

## Historique
Le château Saint-Martial, ancienne demeure d'une grande famille de négociants en cognac, les Bisquit, date de 1882. 
Dans les années 1840-1850, Alexandre Bisquit achète des terres au lieu-dit la Coute, coteau à proximité du bourg et y construit une maison vers 1850, dont l'apparence est inconnue. La maison Bisquit est reprise par le gendre d'Alexandre, Adrien Dubouché (1818-1881), avant tout grand collectionneur de céramiques d'art et fondateur du musée de Limoges. Il fréquente surtout les milieux artistiques de Paris et Limoges. Son gendre et successeur Maurice Laporte-Bisquit (1842-1908) s'implique beaucoup dans la ville de Jarnac, dont il est maire à partir de 1889. Il décide naturellement d'y construire sa propre demeure et choisit le site de la Coute. Après avoir acheté les bandes de terres qui n'étaient pas encore à la famille Bisquit, il fait démolir la vieille maison et fait réaliser son château, alors dit « des Chabannes » par l'architecte parisien Henri Parent (1819-1895), de 1882 à 1884. Vers 1895, il complète le programme par la construction d'un grand « chalet russe » (disparu). Le plan de Saint-Martial fut publié dans la revue L'architecture pour tous.
En 1914, Solange Laporte-Bisquit, veuve de Jean-Maurice Laporte-Bisquit ancien maire de Jarnac, établit un hôpital pour les soldats blessés dans le château.
En 1919, Bisquit célèbre son 100e anniversaire en même temps que la fin de la guerre en présence de plusieurs centaines d'invités pour un « grand Banquet républicain ».
Le château devenu Saint-Martial depuis la construction du château des Chabannes plus à l'est, tombe aux mains du groupe Paul Ricard lors du rachat de Bisquit en 1966. De gros travaux sont réalisés vers 1970-1975, la société Ricard fait démolir l'ancien jardin d'hiver ou serre qui venait agrémenter le pignon ouest du logis. Le château sert ensuite d'écrin à la collection de tableaux des peintres Leroux, donnés à la fondation Paul Ricard en 1984. Vendu en 2001, le château connaît d'importants travaux pour devenir chambres d'hôtes.

## Architecture

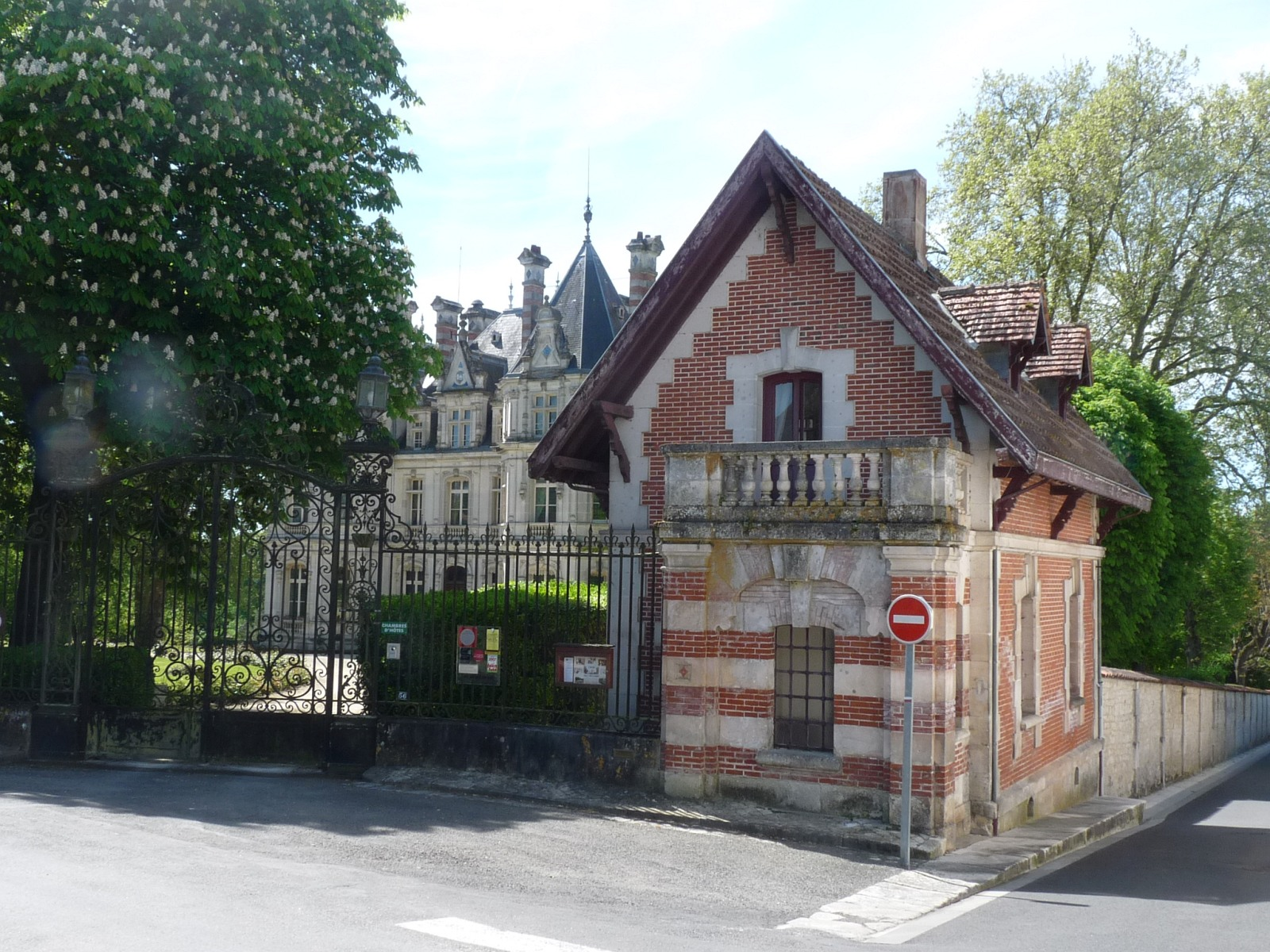
Le pavillon d'entrée.

Le logis, au milieu du terrain, est une construction massive de plan centré en H (25 m x 20 m), de style néo-Renaissance. La façade principale est encadrée par deux avant-corps polygonaux traités comme des tours (hauteur environ 20 mètres), la façade arrière est ornée d'un péristyle central supportant un balcon à balustres et elle est dotée, en raison de la dénivellation du terrain, d'un escalier monumental à volées convergentes en fer-à-cheval. Le décor est particulièrement soigné sur les lucarnes et les façades sont agrémentées de panneaux en céramique de grande qualité (certains pouvant provenir de la maison parisienne Loebnitz), hommage de Maurice Laporte-Bisquit à son beau-père Adrien Dubouché (initiales des propriétaires, salamandre, saint Martial, Vierge à l'Enfant). Le côté sud était agrémenté d'une grande et majestueuse serre métallique, attestée par des photographies anciennes et malheureusement disparue aujourd'hui.
Le château Saint-Martial est représentatif des assez nombreux châteaux de la fin du XIXe siècle édifiés dans le pays du cognac par les négociants fortunés. Il est inscrit monument historique depuis 2014.
Il accueille cinq chambres d'hôtes.